# ويسلي وايتهاوس
ويسلي وايتهاوس (بالإنجليزية: Wesley Whitehouse) مواليد 13 مارس 1979 في ديربان، هو لاعب كرة مضرب نيوزلندي سابق بدأ مسيرته كمحترف سنة 1998 وكان يلعب باليد اليسرى، اعتزل اللعب في 2007. أعلى تصنيف له في الفردي كان المركز الـ 214 في سنة 2004. أعلى تصنيف له في الزوجي كان المركز الـ 137 في سنة 1999.

## روابط خارجية
- ويسلي وايتهاوس على موقع رابطة محترفي التنس (الإنجليزية)
- ويسلي وايتهاوس على موقع الاتحاد الدولي لكرة المضرب (الإنجليزية)
- ويسلي وايتهاوس على موقع خلاصة التنس.كوم (الإنجليزية)
- ويسلي وايتهاوس على موقع إي إس بي إن.كوم (الإنجليزية)